# Výběžky Česka
Toto je seznam výběžků České republiky. Je jich mnoho, tento seznam obsahuje sedm větších a dva menší výběžky. Jsou seřazeny od západu na východ po směru hodinových ručiček.

## Seznam

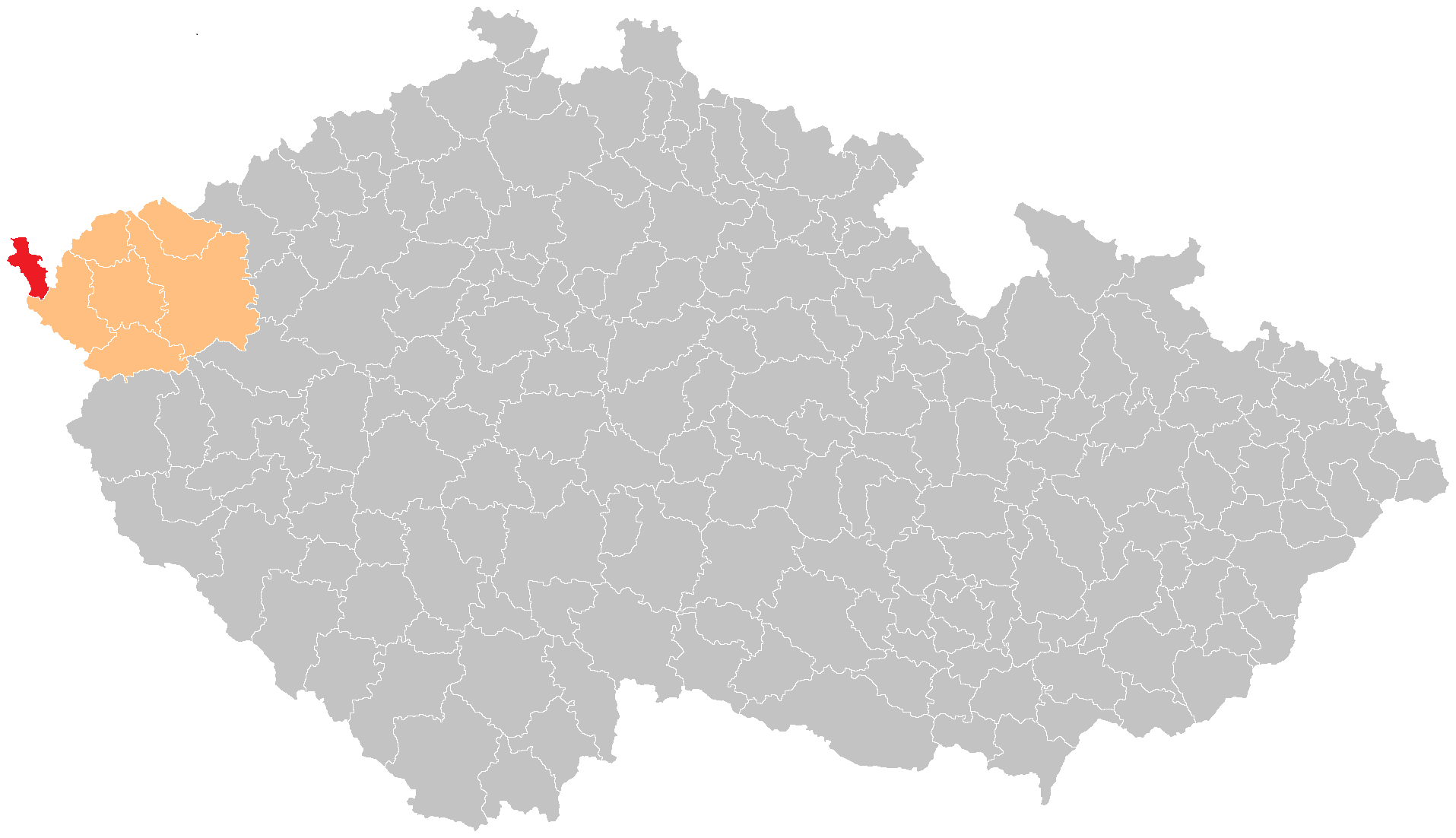
SO ORP Aš

### Ašský výběžek
Ašský výběžek je asi nejznámější výběžek Česka. Jeho nejjednodušším vymezením je správní obvod obce s rozšířenou působností Aš. Nachází v Karlovarském kraji v okrese Cheb a jeho součástí jsou obce Aš, Hazlov, Hranice, Krásná a Podhradí.

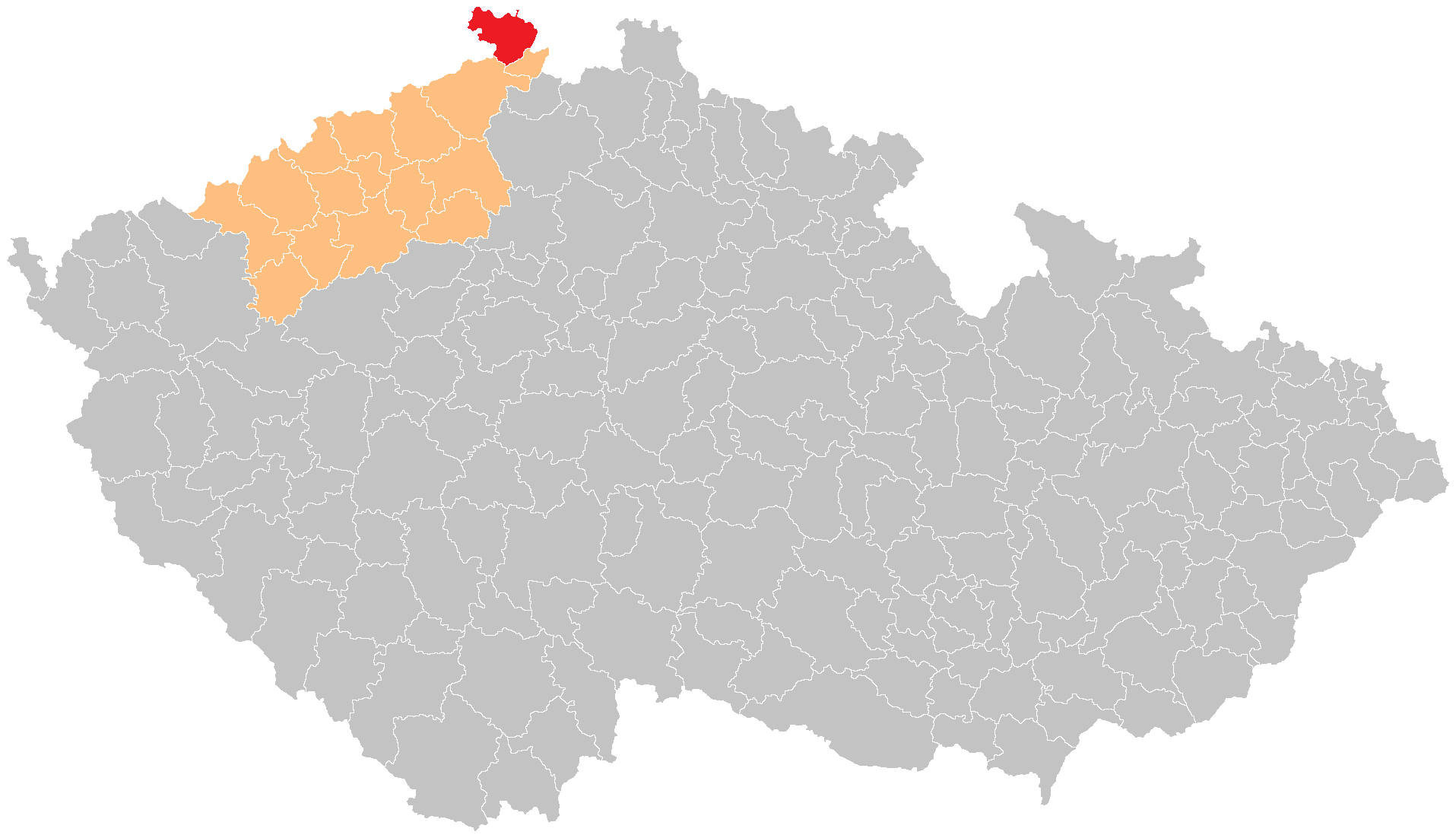
SO ORP Rumburk, vpravo od něj SO ORP Varnsdorf

Souřadnice: 50°14' s. š., 12°12' v. d.

### Šluknovský výběžek
Výběžek je jeden ze dvou severních českých výběžků. Může být definován jako správní obvod ORP Rumburk a správní obvod ORP Varnsdorf (Rumburk i Varnsdorf mají paradoxně větší počet obyvatel než Šluknov). Nachází se na severovýchodě Ústeckého kraje v okrese Děčín. 
Správní obvod ORP Rumburk se dělí na obce Dolní Poustevna, Doubice, Jiříkov, Krásná Lípa, Lipová, Lobendava, Mikulášovice, Rumburk, Staré Křečany, Šluknov, Velký Šenov a Vilémov. Správní obvod ORP Varnsdorf se dělí na obce Dolní Podluží, Horní Podluží, Chřibská, Jiřetín pod Jedlovou, Rybniště a Varnsdorf.

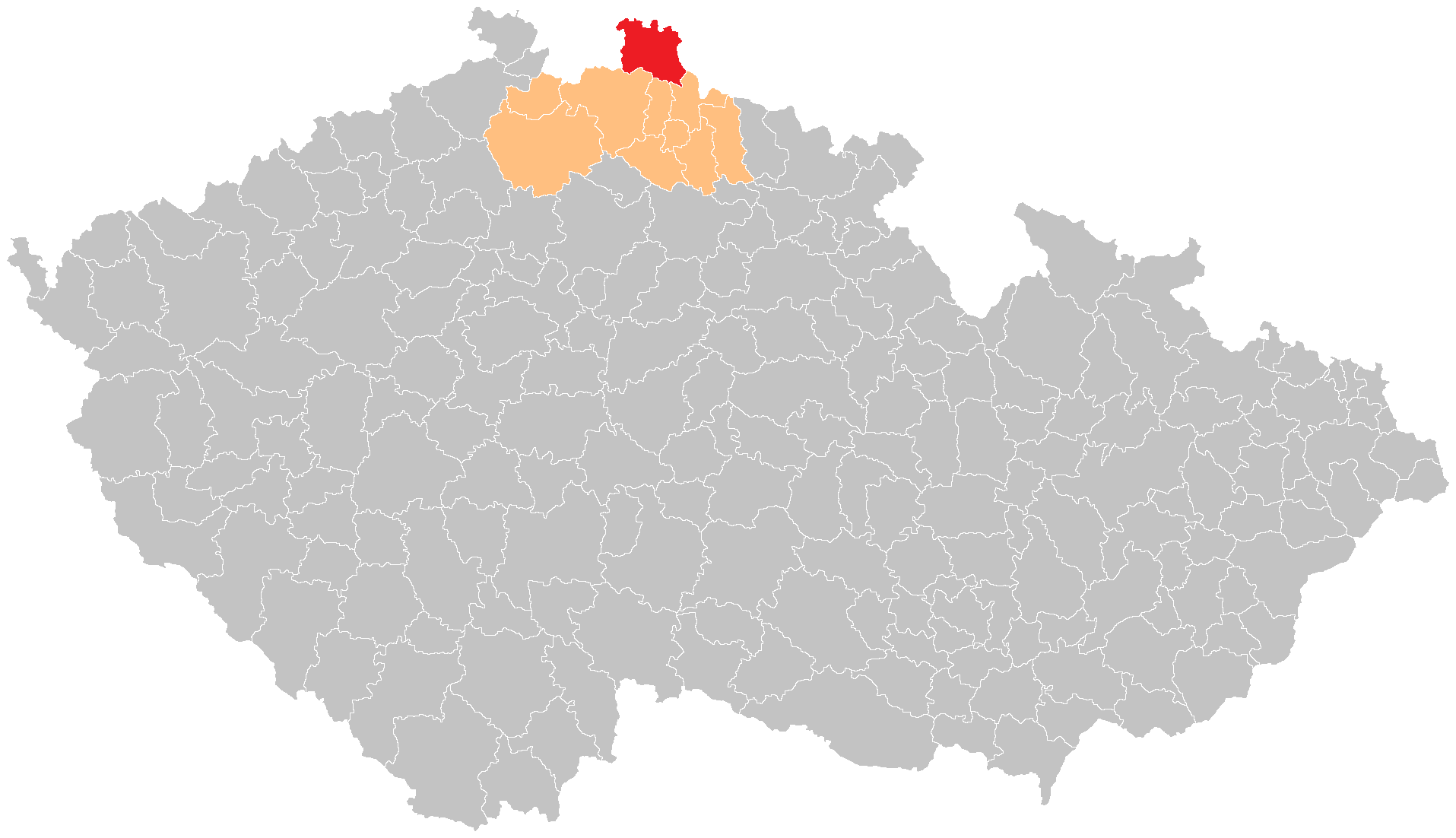
SO ORP Frýdlant

Souřadnice: 50°57' s. š., 14°28' v. d.

### Frýdlantský výběžek
Jedná se o druhý severní český výběžek, jež je velice blízko předchozímu výběžku, ale nachází se v Libereckém kraji, v okrese Liberec. Je snadno definovatelný jako správní obvod ORP Frýdlant. Obsahuje obce Bílý Potok, Bulovka, Černousy, Dětřichov, Dolní Řasnice, Frýdlant, Habartice, Hejnice, Heřmanice, Horní Řasnice, Jindřichovice pod Smrkem, Krásný Les, Kunratice, Lázně Libverda, Nové Město pod Smrkem, Pertoltice, Raspenava a Višňová.

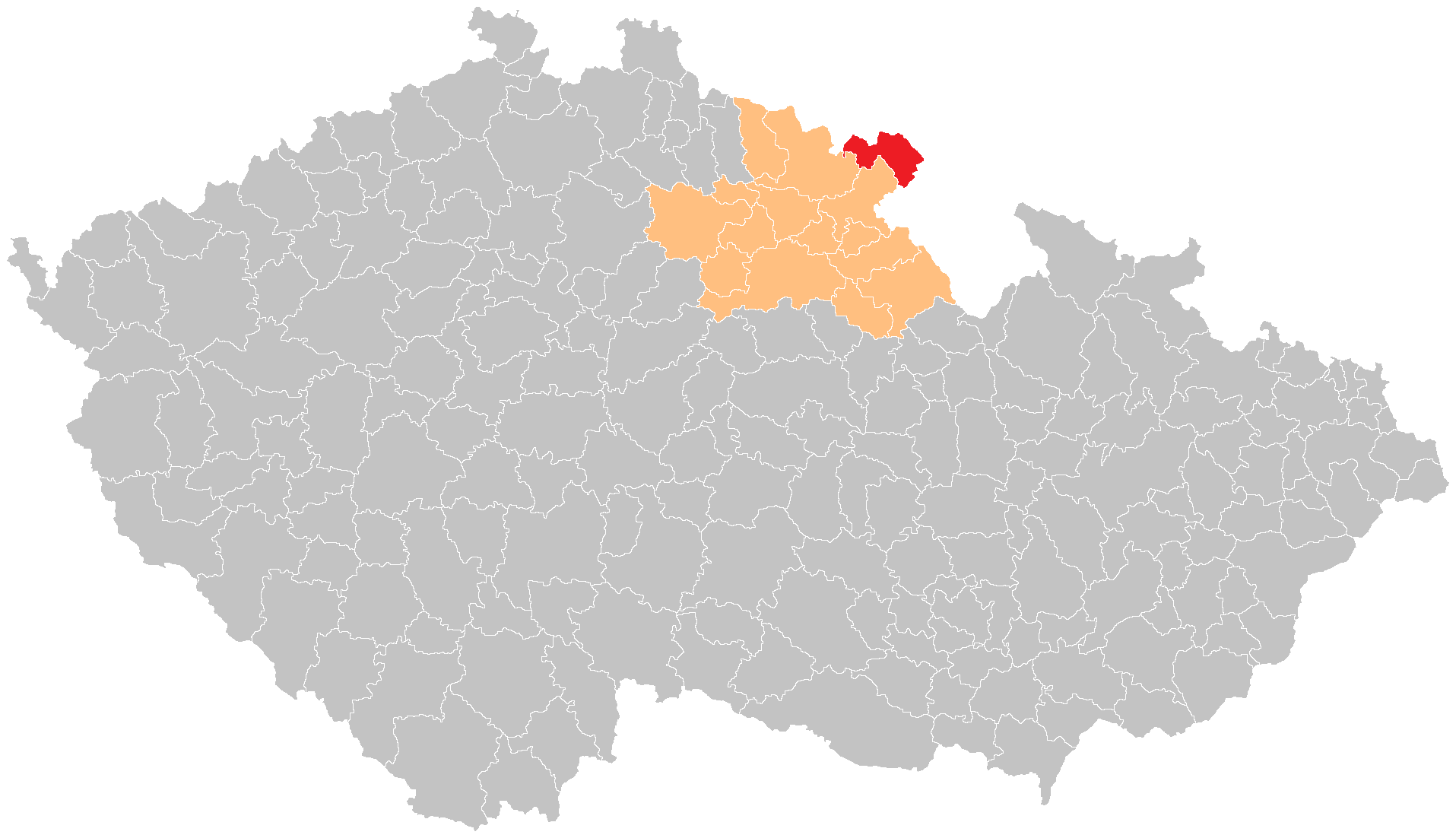
SO ORP Broumov

Souřadnice: 50°55' s. š., 15°9' v. d.

### Broumovský výběžek
Území lze snadno vymezit jako oblast Chráněné krajinné oblasti Broumovsko. Nachází se na severovýchodě Královéhradeckého kraje v okrese Náchod (správní obvod ORP Broumov a Náchod) a z malé části také v okrese Trutnov (správní obvod ORP Trutnov).
Součástí výběžku jsou obce Adršpach, Božanov, Broumov, Bezděkov nad Metují, Česká Metuje, Hejtmánkovice, Heřmánkovice, Hronov, Hynčice, Jetřichov, Jívka, Křinice, Machov, Martínkovice, Meziměstí, Police nad Metují, Otovice, Stárkov, Suchý Důl, Šonov, Teplice nad Metují, Velké Petrovice, Vernéřovice, Vysoká Srbská, Žďár nad Metují a Žďárky.

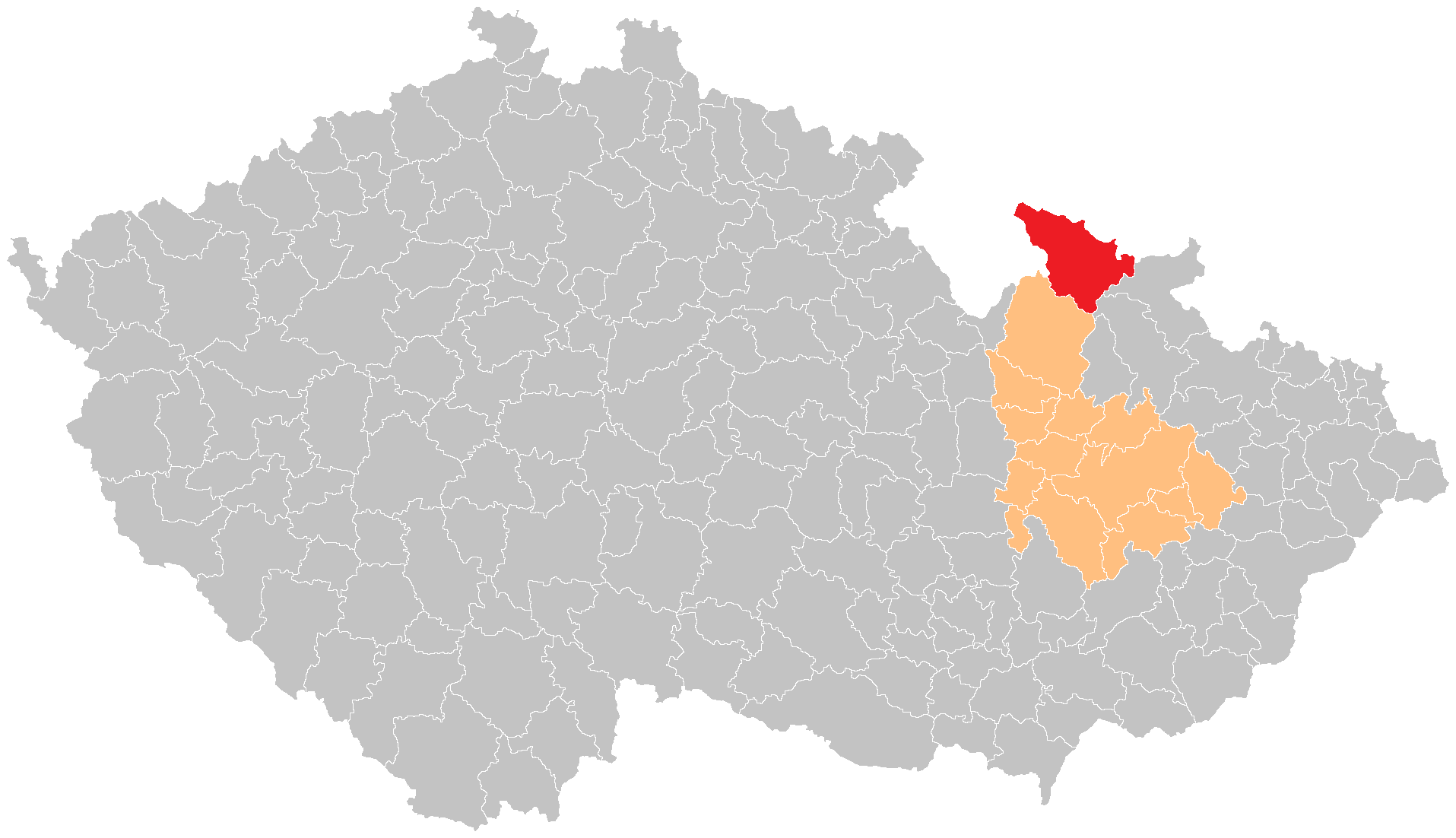
SO ORP Jeseník

Souřadnice: 50°34' s. š., 16°15' v. d.

### Javornický výběžek
Výběžek lze definovat jako okres Jeseník (totožný se správním obvodem ORP Jeseník; kraj Olomoucký). Nacházejí se v něm obce Bělá pod Pradědem, Bernartice, Bílá Voda, Černá Voda, Česká Ves, Hradec-Nová Ves, Javorník, Jeseník, Kobylá nad Vidnavkou, Lipová-lázně, Mikulovice, Ostružná, Písečná, Skorošice, Stará Červená Voda, Supíkovice, Uhelná, Vápenná, Velká Kraš, Velké Kunětice, Vidnava, Vlčice, Zlaté Hory a Žulová.

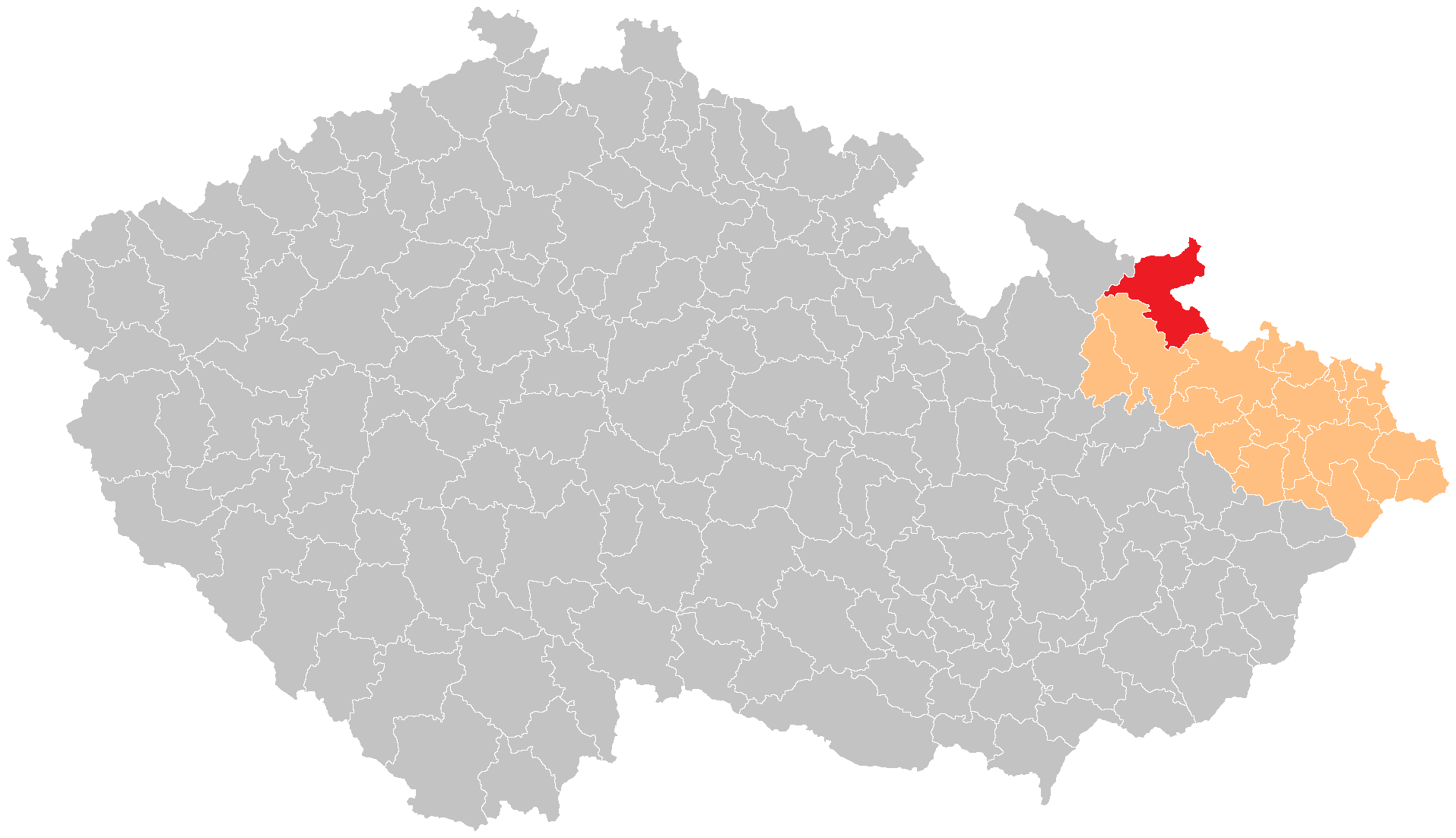
SO ORP Krnov

Souřadnice: 50°20' s. š., 17°5' v. d.

### Osoblažský výběžek (Osoblažsko)
Jedná se o bývalou moravskou enklávu na území Slezska. Nachází se v Moravskoslezském kraji, v okrese Bruntál, ve správním obvodu ORP Krnov.
Území může být vyčleněno jakožto Mikroregion – Sdružení obcí Osoblažska. Jedná se o sružení obcí o 14 členech - Bohušov, Dívčí Hrad, Hlinka, Janov, Jindřichov, Liptaň, Město Albrechtice, Osoblaha, Petrovice, Rusín, Slezské Rudoltice, Slezské Pavlovice, Třemešná, Vysoká.

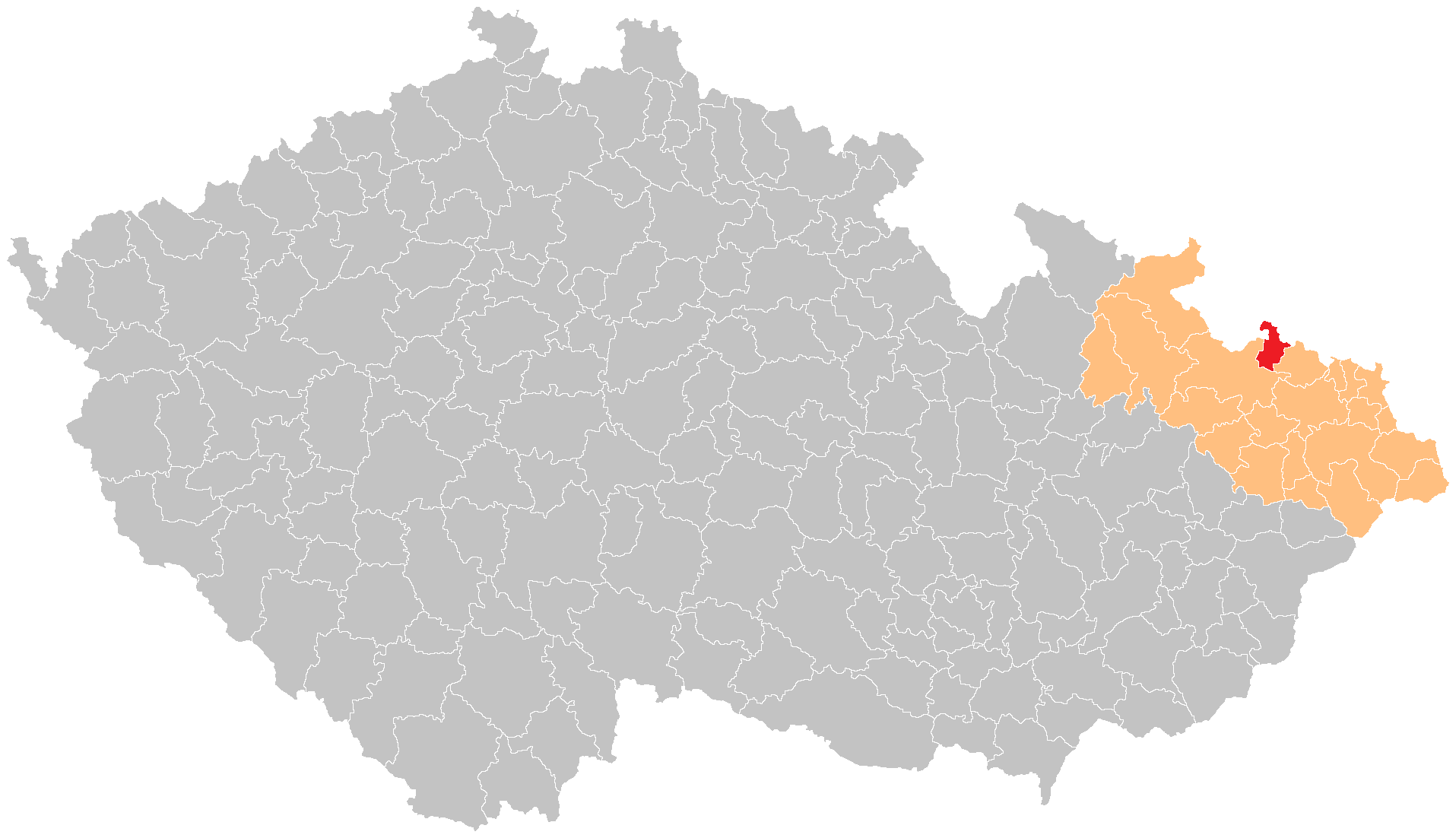
SO ORP Kravaře

Souřadnice: 50°13' s. š., 17°39' v. d.

### Sudický výběžek
Toto území je někdy označováno za nejmenší český výběžek (a v tomto seznamu je skutečně tím nejmenším). Nachází se v Moravskoslezském kraji, na severu okresu Opava, ve správním obvodu ORP Kravaře. Tvoří ho pouze tři obce – od severu k jihu je to Třebom, Sudice a Rohov. Do tohoto výčtu je možno přidat i obec Strahovice.

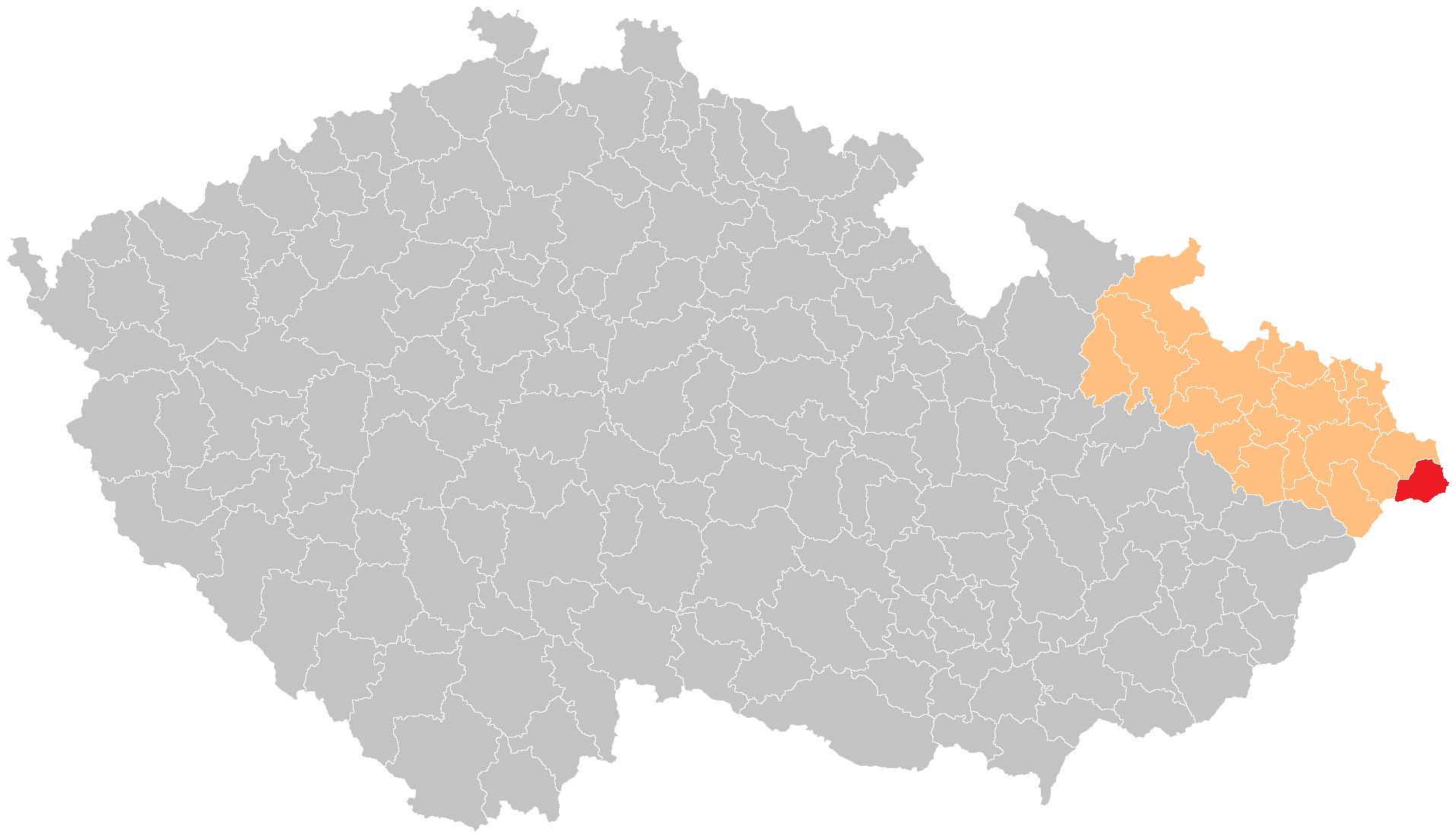
SO ORP Jablunkov

Souřadnice: 50°2' s. š., 18°4' v. d.

### Jablunkovský výběžek
Výběžek tvoří nejvýchodnější oblast České republiky. Nachází se v Moravskoslezském kraji, v okrese Frýdek-Místek. Lze jej definovat jako správní obvod ORP Jablunkov a správní obvod ORP Třinec. 
Ve správním obvodu ORP Frýdek-Místek se nacházejí obce Bocanovice, Bukovec, Dolní Lomná, Horní Lomná, Hrádek, Hrčava, Jablunkov, Milíkov, Mosty u Jablunkova, Návsí, Písečná a Písek, ve správním obvodu ORP Třinec se nacházejí obce Bystřice, Hnojník, Komorní Lhotka, Košařiska, Nýdek, Ropice, Řeka, Smilovice, Střítež, Třinec, Vělopolí a Vendryně.

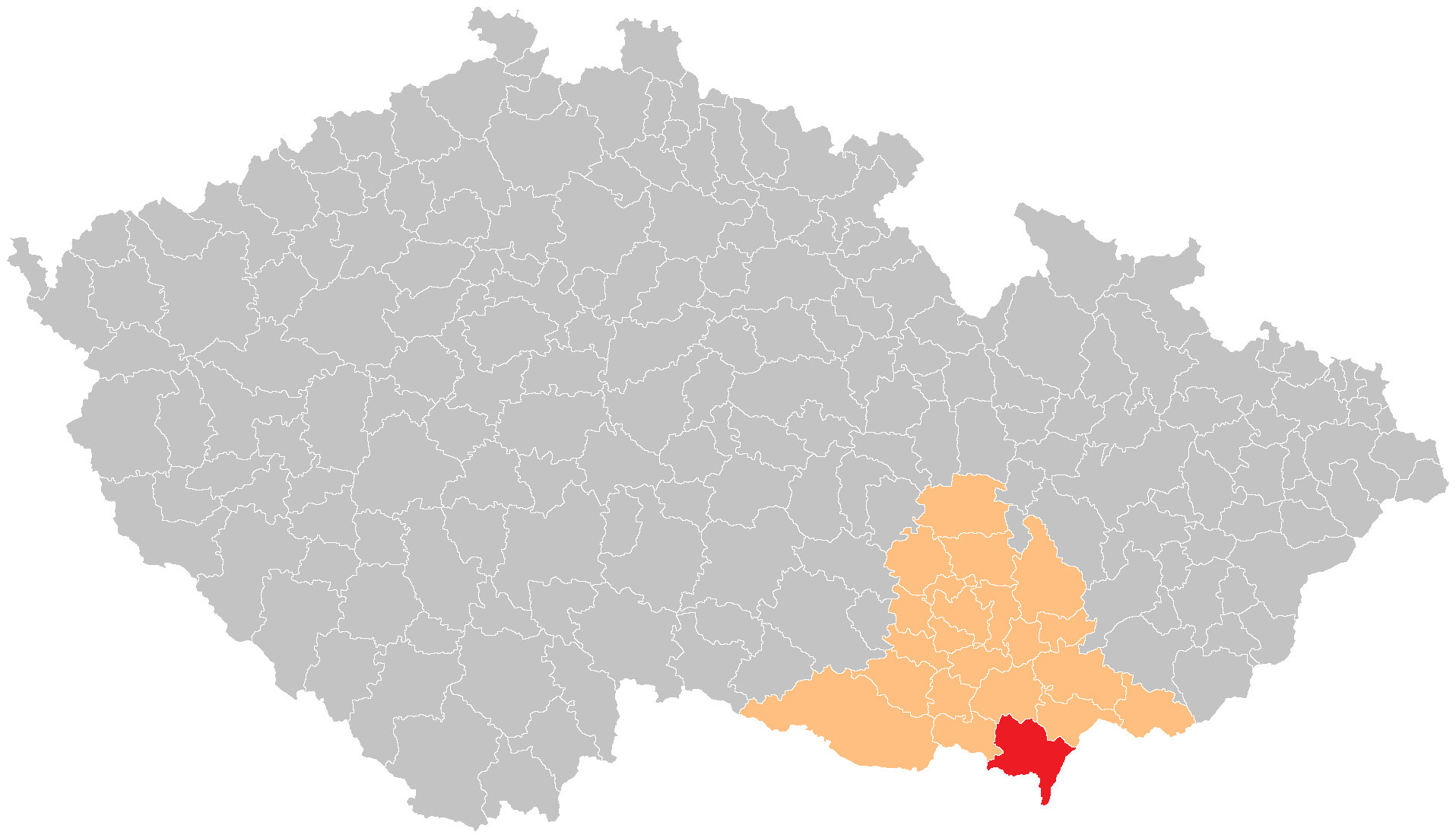
SO ORP Břeclav

Souřadnice: 49°36' s. š., 18°42' v. d.

### Dyjský trojúhelník
Dyjský trojúhelník tvoří nejjižnější část Moravy. Nachází se v Jihomoravském kraji, v okrese Břeclav, ve správním obvodu ORP Břeclav. Jedno z jeho možných vymezení je obec Lanžhot - v takovém případě by se zde žádné jiné obce nenacházely.
Souřadnice: 48°41' s. š., 16°57' v. d.

## Galerie
- Ašský výběžek
- Šluknovský výběžek
- Poloha Šluknovského výběžku v Ústeckém kraji
- Frýdlantský výběžek
- 12 obcí bývalé Osoblažské moravské enklávy
- Dyjský trojúhelník (červeně)